# 史佳Fumiyoshi
史佳Fumiyoshi（ふみよし、1974年9月19日 - ）は、日本の津軽三味線奏者。新潟県新潟市出身。

## 略歴
- 1974年新潟市生まれ。9歳より津軽三味線の師匠であり母でもある新潟高橋竹山会、二代目会主である高橋竹育より三味線を習い始める[1][2]。
- 新潟県立新潟高校在学中はバスケットボール部に入部し、三味線から距離を置いた[要出典]。高校卒業後、立命館大学に進学[1]。
- 大学卒業後は大阪の大手通信会社に入社し、システムエンジニアとして働いていた[要出典]。サラリーマン時代に仕事の挫折からうつ病になり[1]、新潟へ帰郷。帰郷後に何げなく触った三味線に自身の可能性を見出し、プロの津軽三味線奏者を目指すことを決意した[要出典]。
- その後、2000年よりプロ活動をスタート。音の響きを大切にする弾き三味線”奏法を得意とし、津軽三味線の古典曲とともに近年は作曲家でアレンジャーの長岡成貢とともに新しい三味線の楽曲作りにも取組んでおり、古典をベースとしつつ、伝統芸能の枠を超えた新しい日本の音楽を目指して活動し、三味線芸術の新しい境地を開拓している[1]。
- 2001年に1stアルバム『新風』を高橋竹秀の名で、2003年には本名である小林史佳としてオリジナル曲を含む2ndアルバム『ROOTS TABIBITO』をリリース[1]。
- 2006年リリースの3rdアルバム『Ballade』では弦楽四重奏との融合にも取り組み、三味線の楽器としての新たな可能性も追求している[1]。
- 2010年には初代高橋竹山とかつて共に全国を廻った、初代須藤雲栄とのライブを収録した4thアルバム『風の風伝』、2012年にはそれに続く5thアルバム『続 風の風伝』をfontecレーベルよりリリース[1]。
- 2011年にルーヴル美術館にて日本人として初めて演奏を披露している[1]。
- 同年よりアーティストネームを「史佳Fumiyoshi」と改め、故郷新潟をテーマにしたオリジナル曲「桃花鳥-toki-」を発表[1]。
- 2013年には自主レーベル「penetrate」を立ち上げ、全曲オリジナル楽曲のアルバム『宇宙と大地の詩』をリリース[1]。
- 2015年2月には、通算7枚目となるアルバム『糸際 ITOGIWA』をfontecレーベルよりリリース[1]。
- 2016年1月1日に、三味線ユニット「Three Line Beat（スリーラインビート）」を結成し、現在までユニットとして、1stシングル「神風」、2ndシングル「ソラミチ」をリリース[1]。
- 2018年3月18日には、りゅーとぴあコンサートホールにて、初代高橋竹山節オールソロコンサートとして挑んだ「守破離の絲」を開催[1]。同コンサートのライブ収録CD「守破離の絲」2018年11月7日にfontecレーベルよりリリース[1]。
- 2019年9月8日には、新潟高橋竹山会の三代目会主を襲名[3]。
- 2019年10月5日にはニューヨークのカーネギーホール（ザンケルホール）にて単独公演を開催[4]。

## エピソード
- 母から三味線を習っていた子どもの頃は「三味線をやっている」ということが恥ずかしく、学校の友人には隠していた。
- 高校在学中のバスケットボール部時代に漫画『SLAM DUNK』に熱中する。『SLAM DUNK』に関連付けたトークなども講演会などで話す機会が多い。
- 白米と唐揚げが大好物であり、唐揚げ定食があれば迷わず注文する。
- 自らも認めるほどのきれい好きで、時間を見つけては、掃除機もしくは粘着カーペットクリーナーで掃除をしている。

## ディスコグラフィ

### アルバムCD
- 新風（2001年）
- ROOTS TABIBITO（2003年）
- Ballade（2006年）
- ひとすじ（2006年/新潟高橋竹山会）
- 風の風伝（2010年）
- 続－風の風伝（2012年）
- 宇宙と大地の詩（2013年）
- 糸際 ITOGIWA（2015年）
- 守破離の絲（2018年）
- 絆（2019年/新潟高橋竹山会）

### シングルCD
- 神風（2016年/Three Line Beat）
- ソラミチ（2018年/Three Line Beat）

## メディア出演

### テレビ
- BSN水曜見ナイト（BSN新潟放送）
- なじラテ。（BSN新潟放送）
- BSN NEWS ゆうなび（BSN新潟放送）
- スマイルスタジアム（NST新潟総合テレビ）
- 史佳Fumiyoshiドキュメンタリー「響け！新潟からNYへ～三味線で紡ぐ糸道～」（NST新潟総合テレビ、2019年12月31日）
- 新潟ニュース610（NHK新潟放送局）
- 夕方ワイド新潟一番（テレビ新潟、2024年9月10日[5]）

### ラジオ
- Beat coaster（FM PORT 新潟県民エフエム放送）
- in style（FM PORT 新潟県民エフエム放送）
- PORT Tasting Music（FM PORT 新潟県民エフエム放送）
- SOUND SPLASH（FM-NIIGATA エフエムラジオ新潟）
- FINE～ココロとカラダにいいラジオ～（FM-NIIGATA エフエムラジオ新潟）
- CH2020（FM-NIIGATA エフエムラジオ新潟）
- 近藤丈靖の独占ごきげんアワー（BSN新潟放送）
- 石塚かおりのゆうわく伝説（BSN新潟放送）
- J-WAVE TOKYO MORNING RADIO (J-WAVE)